# Автомобильный подъёмник элеваторного типа

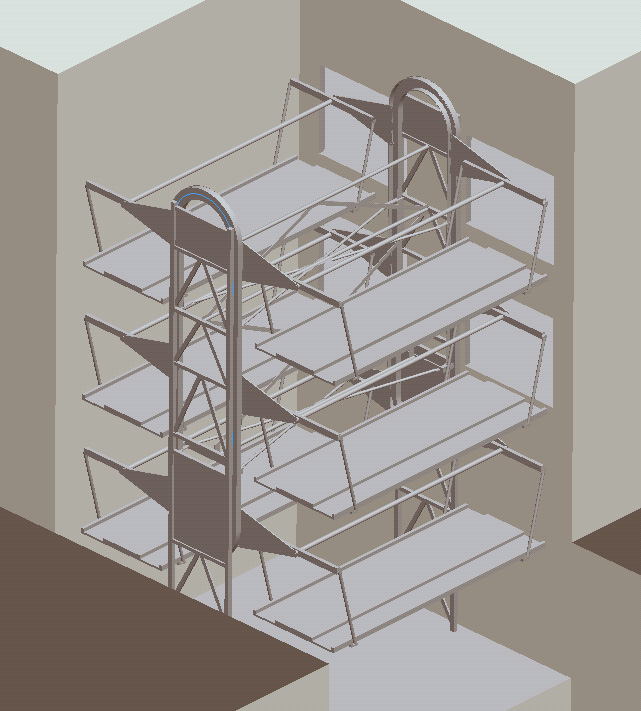
Автомобильный подъёмник элеваторного типа

Автомобильный подъёмник элеваторного типа (АПЭТ) (англ. rotary parking lift) — разновидность роторных систем парковки автомобилей, обеспечивающая вертикальное межуровневое перемещение автомобилей в гаражном комплексе и являющаяся его составной частью. Особенностью работы АПЭТ является отсутствие холостых ходов, а также экономия времени при загрузке/выгрузке автомобилей.
Близким аналогом АПЭТ является автомобильный подъёмник револьверного типа  (АПРТ).
Прототипом АПЭТ послужил автомобильный накопитель элеваторного типа (АНЭТ), осуществляющий продолжительное хранение автомобилей на его несущих платформах. Сочетанием АПЭТ с АНЭТ является автомобильный подъёмник-накопитель элеваторного типа, накапливающий автомобили и одновременно обеспечивающий их частичную выгрузку на неподвижные места хранения.
Впервые идея использования автомобильного накопителя элеваторного типа в качестве подъёмника, обслуживающего гаражный комплекс, была высказана д.т.н. профессором Вершинским А.В. в 2004 году, на неё был получен патент в 2006 году.

## Применение
Применение АПЭТ эффективно в гаражных комплексах с:
- малым значением разности уровней;
- небольшим числом уровней;
- относительно небольшими потоками автотранспорта.

АПЭТ может быть установлен на/в:
- гаражном комплексе;
- перехватывающей парковке[3] (помимо рампового заезда);
- подземном туннеле.

## Особенности эксплуатации
Безопасность эксплуатации АПЭТ обеспечивается при выполнении следующих требований:
- Направление движения тягового органа АПЭТ неизменно и определяется тем, какое дорожное движение (правостороннее или левостороннее) принято в стране, где эксплуатируется АПЭТ.

- Рекомендованное максимальное число автомобилей принимаемых к транспортировке на АПЭТ – два: один автомобиль на подъём, другой – на спуск.

- Автомобиль, допущенный к транспортировке (не превышающий предельно допустимые габариты, удовлетворяющий требованиям гигиены и т.д.), после открытия въездного ограничителя своим ходом перемещается на несущую платформу и наезжает на противооткатное устройство одной парой колёс. После правильного въезда автомобиля въезд в АПЭТ воспрещается, и автомобиль перемещается на другой уровень.

- Загрузка и выгрузка автомобилей на различные несущие платформы может производиться одновременно таким образом, что на несущих платформах АПЭТ в режиме загрузки/выгрузки в одно и то же время могут находиться до четырёх автомобилей.

- Не допускается перемещение автомобилей на криволинейных участках трассы тягового органа. В данном АПЭТ в этом нет необходимости, наличие этой функции усложняет конструкцию и отрицательно влияет на производительность.

## Конструктивные особенности
АПЭТ имеет два тяговых органа (цепи), к которым через консоли прикреплены несущие платформы. Тяговые органы приводятся в движение тяговыми звёздочками, расположенными в нижней части АПЭТ, объединёнными трансмиссионным валом и соединёнными с приводом через зубчатую и цепную передачи. Необходимое прижатие цепей к приводным звездочкам создаётся усилием натяжных устройств, расположенных в верхней части АПЭТ, выполненных в виде полудисков.
Шаг расстановки несущих платформ на цепях АПЭТ равен разности уровней гаражного комплекса. АПЭТ выполнен таким образом, что в нерабочем состоянии по две его несущие платформы располагаются напротив каждого уровня гаражного комплекса.
В зависимости от планировки здания гаражного комплекса возможно размещение АПЭТ как в специальной шахте здания, так и в виде пристройки к зданию с соответствующим устройством проездных проёмов в стенах здания. Если в первом случае возможно опирание АПЭТ на элементы здания со всех четырёх сторон, то во втором случае – лишь с одной стороны, с других же сторон и со стороны крыши АПЭТ подвержен воздействиям окружающей среды.
В многоэтажном гаражном комплексе возможная установка нескольких АПЭТ как одном уровне, так и на разных уровнях по высоте.
В АПЭТ имеется ряд устройств безопасности аналогичных тем, которые применяются в автомобильных накопителях элеваторного типа.
Новизна, а также сложность конструкции АПЭТ дают почву для его дальнейшего совершенствования.

## Основные элементы
- Консоль (attachment – англ.) – элемент тягового органа, обеспечивающий сквозной проезд автомобилей через несущие платформы и исключающий вероятность столкновения соседних несущих платформ при их перемещении по криволинейным участкам.
- Направляющие несущей платформы от продольного раскачивания (ННПоПродР) (вспомогательные направляющие) – система направляющих, исключающая раскачивание несущих платформ на прямолинейных участках трассы АПЭТ в продольном направлении.
- Несущая металлоконструкция (НМК) – система металлических конструкций, включающая основные направляющие, обеспечивающая единство всей конструкции АПЭТ и перемещение его подвижных элементов по требуемым траекториям. НМК включает: вертикальные поперечные плоские конструкции, вертикальную продольную плоскую конструкцию, горизонтальные продольные плоские конструкции. В состав НМК не входят: подвижные элементы; устройства, обеспечивающие перемещение подвижных элементов; рама вспомогательных направляющих, сами направляющие; натяжные устройства и неподвижные элементы тяговых звёздочек.
- Несущая платформа (люлька) (cage – англ.) – захват для транспортируемых в АПЭТ грузов (автомобилей), шарнирно закреплённый на концах консолей тягового органа. Для исключения раскачивания в продольном и поперечном направлениях Н.п. снабжена направляющими роликами и направляющими Н.п. против продольного и поперечного раскачивания.
- Тяговый орган – бесконечный гибкий элемент АПЭТ, состоящий из консолей и отрезков тяговой цепи, соединяющий все несущие платформы, который, передвигаясь по основным направляющим несущей металлоконструкции, перемещает несущие платформы по требуемой траектории так, чтобы они не задевали друг друга. В АПЭТ имеется два Т.о., равноускоренное движение которых обеспечивается трансмиссионным валом.

## Достоинства и недостатки
Проводится сравнительный обзор достоинств и недостатков АПЭТ и его аналогов (стоянок, оборудованных пандусами (рампами) и автомобильных подъёмников лифтового типа (АПЛТ)).

### Достоинства
- Более эффективное использование рабочего пространства (по сравнению со стоянками, оборудованными пандусами).
- В помещении гаражного комплекса меньше автомобильных выхлопов (по сравнению со стоянками, оборудованными пандусами).
- Ниже вероятность повреждения автомобиля от столкновений с элементами гаражного комплекса (по сравнению со стоянками, оборудованными пандусами).
- Отсутствуют холостые ходы (в отличие от АПЛТ).
- Экономия времени ввиду возможности одновременного выполнения операций загрузки и выгрузки автомобилей на различных несущих платформах АПЭТ (по сравнению с АПЛТ).

### Недостатки
- Любая транспортная операция, включающая разгон и торможение всех перемещаемых объектов, сопряжена с высокими эксплуатационными расходами[5].
- Относительно небольшие скорости перемещения автомобилей (по сравнению с АПЛТ).
- Меньшая надёжность (по сравнению со стоянками, оборудованными пандусами, и АПЛТ).
- Перед въездом в АПЭТ необходимо устройство специальной накопительной площадки[6] для временного отстоя неравномерно прибывающих автомобилей.

## Устройства безопасности
- Ограничители выезда гружёных несущих платформ на криволинейные участки трассы подъёмника
- Противооткатные устройства на несущих платформах (для передней пары колёс перемещаемых автомобилей)

Подробнее смотри раздел "Устройства безопасности" статьи "Автомобильный накопитель элеваторного типа".

## Перспективные задачи совершенствования конструкции АПЭТ

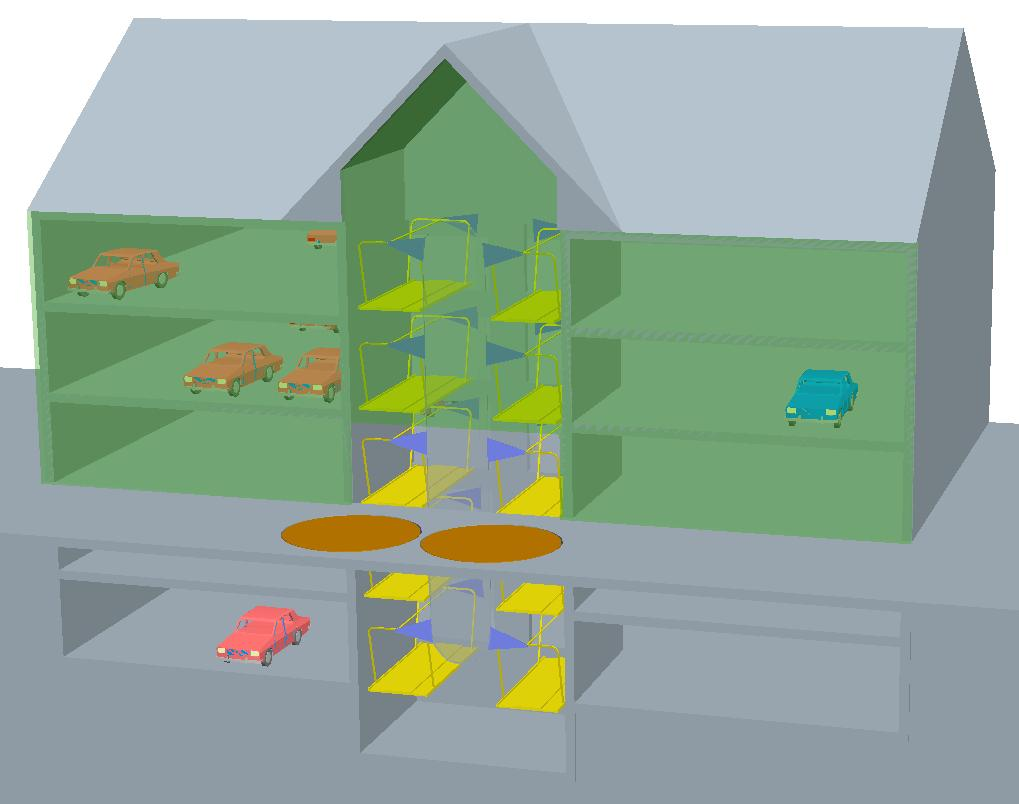
Подземно-надземное исполнение АПЭТ

- Сокращение зазоров между соседними несущими платформами для придания АПЭТ большей компактности.
- Изменение геометрии трассы тягового органа с целью улучшения динамических характеристик АПЭТ[7].
- Совершенствование конструкции АПЭТ с целью увеличения скорости перемещения автомобилей между уровнями гаражного комплекса.
- Уменьшение габаритов несущих платформ с учётом габаритов легковых автомобилей.
- Снижение массы несущих платформ.
- Снижение массы несущей металлоконструкции.
- Совершенствование системы управления АПЭТ для повышения его производительности и снижения энергозатрат.
- Уменьшение шумовых характеристик АПЭТ.